# Bunuri mobile din domeniul arheologie clasate în patrimoniul cultural național al României aflate în județul Bistrița-Năsăud
Acestă listă conține bunurile mobile din domeniul arheologie clasate în Patrimoniul cultural național al României aflate la momentul clasării în județul Bistrița-Năsăud.

## Tezaur
| Foto | Informații generale                | Detalii tehnice | Descriere | Deținător                                  | Legături |
| ---- | ---------------------------------- | --- | --- | ------------------------------------------ | -------- |
|      | Inel de tâmplă cu mărgele          | Datare: ultimul sfert al secolului al IV-lea p. Chr Descoperit: jud. BISTRIȚA-NĂSĂUD, com. Matei, Fîntînele, „Rât” Material: argint; sârmă filată; rulare                               | Bunul clasat este un inel de argint ce prinde două mărgele, una poliedrică albastră iar alta circulară roșcată. | Complexul Muzeal Bistrița-Năsăud, Bistrița | Cimec    |
|      | Inel de tâmplă cu mărgele          | Datare: ultimul sfert al secolului al IV-lea p. Chr Descoperit: jud. BISTRIȚA-NĂSĂUD, com. Matei, Fîntînele, „Rât” Material: argint; sârmă filată; rulare                               | Bunul clasat este un inel de argint ce prinde două mărgele circulare, una albastră și alta roșiatică, printr-o sârmă de argint. | Complexul Muzeal Bistrița-Năsăud, Bistrița | Cimec    |
|      | Inel de tâmplă cu mărgele          | Datare: ultimul sfert al secolului al IV-lea p. Chr Descoperit: jud. BISTRIȚA-NĂSĂUD, com. Matei, Fîntînele, „Rât” Material: argint; sârmă filată; rulare                               | Bunul clasat este un inel de argint cu o mărgea circulară, decorată cu „ochi” | Complexul Muzeal Bistrița-Năsăud, Bistrița | Cimec    |
|      | Inel de tâmplă din argint          | Datare: ultimul sfert al secolului al IV-lea p. Chr Descoperit: jud. BISTRIȚA-NĂSĂUD, com. Matei, Fîntînele, „Rât” Material: argint; sârmă filată; rulare                               | Bunul clasat este un inel de tâmplă din argint cu capetele răsucite. | Complexul Muzeal Bistrița-Năsăud, Bistrița | Cimec    |
|      | Inel de tâmplă din argint          | Datare: ultimul sfert al secolului al IV-lea p. Chr Descoperit: jud. BISTRIȚA-NĂSĂUD, com. Matei, Fîntînele, „Rât” Material: argint; sârmă filată; rulare                               | Bunul clasat este un inel de tâmplă din argint cu capetele răsucite și ușor subțiate la vârf. | Complexul Muzeal Bistrița-Năsăud, Bistrița | Cimec    |
|      | Inel de tâmplă din argint          | Datare: ultimul sfert al secolului al IV-lea p. Chr Descoperit: jud. BISTRIȚA-NĂSĂUD, com. Matei, Fîntînele, „Rât” Material: argint; sârmă filată; rulare                               | Bunul clasat este un inel de tâmplă din argint cu capetele răsucite. | Complexul Muzeal Bistrița-Năsăud, Bistrița | Cimec    |
|      | Opaiț din bronz                    | Datare: prima jumătate a secolului al II-lea p. Chr Descoperit: jud. BISTRIȚA-NĂSĂUD, com. Uriu, Ilișua, Vicinal Material: bronz; turnare                                               | Bunul clasat este un opaiț din bronz. Partea bazinului dinspre toartă a fost topită. Prezintă un bazin ovoidal decorat cu proeminențe piramidale, trei piciorușe conice pe partea inferioară a bazinului și un canal deschis cu un cioc în formă de ogivă, flancat de două volute. Ciocul este mărginit de o bordură și susținut la partea inferioară de o frunză de acant. | Complexul Muzeal Bistrița-Năsăud, Bistrița | Cimec    |
|      | Vas biberon                        | Datare: secolul VIII-VII a. Chr. Descoperit: jud. BISTRIȚA-NĂSĂUD, com. SÂNMIHAIU DE CÂMPIE, STUPINI, Vătaștină Material: lut; lucrat cu mâna                                           | Vas-biberon de mici dimensiuni de formă bitronconică, gât scurt, cu buza evazată și fundul drept. În zona mediană prezintă un tub de formă circulară perforat longitudinal, orientat în sus (10 mm). Păstrat întreg cu excepția unei părți din zona buzei care a fost restaurată. | Complexul Muzeal Bistrița-Năsăud, Bistrița | Cimec    |
|      | Spadă scurtă                       | Datare: secolul XVI-XV a. Chr. Descoperit: jud. BISTRIȚA-NĂSĂUD, com. SPERMEZEU, SPERMEZEU, Valea Ursului                                                                               | Spadă cu lama îngustă, romboidală în secțiune transversală, cu tăișurile paralele și foarte ascuțite. Placa mânerului lățită prin aplatizare este prevăzută cu șase găuri de nit dispuse simetric. Imediat după descoperire vârful a fost rupt pe o lungime de aproximativ 1 cm, patina a fost îndepărtată prin polizare superficială și metalul a fost verificat prin imprimarea unor cerculețe dispuse haotic. | Complexul Muzeal Bistrița-Năsăud, Bistrița | Cimec    |
|      | Vas bitronconic                    | Datare: sf. Sec. VII - încep. Sec. VI a. Chr Descoperit: jud. BISTRIȚA-NĂSĂUD, com. BUDEȘTI, BUDEȘTI-FÂNAȚE, Benișoara Material: lut ars; modelare cu mâna                              | Vas de mari dimensiuni, cu buza evazată, corpul bitronconic și fundul drept. Lucrat dintr-o pastă de bună calitate, brun-negricioasă, bine arsă, lustruit la exterior. Ornamentat cu două perechi de butoni dispuși simetric față de diametrul maxim, cei inferiori sunt mai mari, iar cei superiori sunt prismatici, mai mici. | Complexul Muzeal Bistrița-Năsăud, Bistrița | Cimec    |
|      | Vas bitronconic                    | Datare: secolul VI a.Chr. Descoperit: jud. BISTRIȚA-NĂSĂUD, com. URMENIȘ, Șopteriu, La Curmătură Material: lut ars; modelare cu mâna                                                    | Vas bitronconic lucrat cu mâna dintr-o pastă nisipoasă, cenușiu-roșcată, cu gâtul scurt și gura largă, decorat sub buză cu un șir de perforări complete, iar pe diametrul maxim cu patru proeminențe dreptunghiulare aplicate vertical și alternant față de cei patru butoni (unul lipsă din vechime) plasați sub maxima bitronconicitate. | Complexul Muzeal Bistrița-Năsăud, Bistrița | Cimec    |
|      | Oglindă cu mâner central           | Datare: 1/2 sec. VI a.Chr. Descoperit: jud. BISTRIȚA-NĂSĂUD, com. MĂRIȘELU, MĂRIȘELU, Coasta Domneștilor Material: bronz; turnare                                                       | Oglindă de bronz cu mâner central de tip siberian, masivă, turnată dintr-un bronz de foarte bună calitate. De formă rotundă cu marginea îngroșată și mâner central ornamentat cu un motiv stelar. Piesa este bine conservată și păstrează inclusiv luciul original pe fața externă. | Complexul Muzeal Bistrița-Năsăud, Bistrița | Cimec    |
|      | Amforă                             | Datare: sf. Mil. IV - 1/2 ,il. III a. Chr. Descoperit: jud. BISTRIȚA-NĂSĂUD, com. CICEU - MIHĂIEȘTI, CICEU-CORABIA, Sub Cetate Material: lut cu degresanți; modelare cu mâna; lustruire | Vas de tip amforă de mari dimensiuni, lucrat din pastă relativ fină, cărămiziu, bine ars și lustruit intens la exterior. Corpul pântecos prevăzut pe diametrul maxim cu două torți în bandă lată, gât scurt cilindric terminat cu buză rotunjită puternic evazată și fund tăiat drept. Ornamentul este realizat prin linii incizate, între gât și corp un motiv orizontal în rețea sub care, pe corp, se află benzi incizate, sub formă de fâșii paralele. | Complexul Muzeal Bistrița-Năsăud, Bistrița | Cimec    |
|      | Ceașcă cu toarte supraînălțate     | Datare: secolul XIII-XII a.Chr. Descoperit: jud. BISTRIȚA-NĂSĂUD, com. TEACA, ARCHIUD, Hânsuri Material: lut cu degresanți; modelare cu mâna; canelare                                  | Ceașcă cu toarte supraînălțate, modelată din pastă relativ fină, brun-roșcată, ardere slabă. Corpul bitronconic, gura largă și fund tăiat drept. Decorată cu caneluri orizontale pe gât și registre de caneluri oblice dispuse alternant pe diametrul maxim. Toartele au fost rupte din vechime, reconstituite sub forma celor de tip muchie. | Complexul Muzeal Bistrița-Năsăud, Bistrița | Cimec    |
|      | Topor de luptă                     | Datare: sec. XV-XIV a.Chr. Descoperit: jud. BISTRIȚA-NĂSĂUD, BISTRIȚA, Dealul Dumitrei Material: bronz; turnare în tipar bivalv                                                         | Topor cu gaură de înmănușare, cu ceafa prelungită, corpul arcuit, lama de secțiune hexagonală, tăișul ușor deteriorat; patină verde închis. | Complexul Muzeal Bistrița-Năsăud, Bistrița | Cimec    |
|      | Cană                               | Datare: 2/4 sec. II p.Chr. Descoperit: jud. BISTRIȚA-NĂSĂUD, com. URIU, ILIȘUA, Vicinal Material: lut cu nisip; ardere inoxidantă                                                       | Cană din pastă cenușie, nisipoasă cu slip; corp globular, fund îngust cu urme de disc concentrice, buza evazată, oblică cu muchia rotunjită; pe umeri și la intersecția corpului cu buza caneluri. Prezența torții este marcată sub buză și pe diametrul maxim. Inscripția este zgâriată pe umerii vasului. | Complexul Muzeal Bistrița-Năsăud, Bistrița | Cimec    |
|      | Daltă                              | Datare: sec. XV-XIV a.Chr. Descoperit: jud. BISTRIȚA-NĂSĂUD, BISTRIȚA, Dealul Dumitrei Material: bronz; turnare în tipar bivalv                                                         | Daltă de tip celt, corp înalt, tub de înmănușare cu plisc, lama îngustă în formă de pană, tăiș drept. | Complexul Muzeal Bistrița-Năsăud, Bistrița | Cimec    |
|      | Cană                               | Datare: sec. XV-XIV a.Chr. Descoperit: jud. BISTRIȚA-NĂSĂUD, BISTRIȚA, Dealul Dumitrei Material: aur; ciocănire; incizare                                                               | Vas cu corpul bitronconic, gura largă, buza dreaptă, cu o toartă supraînălțată, păstrată parțial, care rămânea liberă, fund îngust cu nervuri spiralate. Sub buză bandă de linii oblice care se încheie prin două spirale sub toartă; pe umeri bandă de triunghiuri incizate, pântecul decorat cu caneluri oblice încadrate de benzi de linii incizate în relief. | Complexul Muzeal Bistrița-Năsăud, Bistrița | Cimec    |
|      | Vas globular                       | Datare: 2/2 sec. VI - începutul sec. VII Descoperit: jud. BISTRIȚA-NĂSĂUD, com. TEACA, ARCHIUD, Hânsuri Material: ceramică; modelare la roată                                           | Vas lucrat la roată, din pastă nisipoasă de culoare cenușiu-roșcată, fundul drept, corp globular, buza scurtă și rotunjită. Decorat cu benzi de linii în val. | Complexul Muzeal Bistrița-Năsăud, Bistrița | Cimec    |
|      | Centură ornamentală                | Datare: 2/2 sec. III a.Chr. Descoperit: jud. BISTRIȚA-NĂSĂUD, com. MATEI, FÂNTÂNELE, La Livadă Material: bronz; turnare; emailare                                                       | Centura se compune din 13 segmente unite între ele prin verigi, relativ masive, aplatizate, închise prin sudare. Fiecare segment este compus dintr-o parte centrală, de forma unui inel masiv bombat în exterior, gol în interior și decorat cu mici granule în relief. Inelul central este mărginit, pe ambele părți, de câte o bară cu extremitățile bombate și perforate, Corpul părților laterale este ornamentat cu o nervură mediană în relief și decorat cu granule în relief, sub forma unor cercuri adâncite. Trei segmente sunt diferite, cele terminale și cel de-al patrulea, fiind ornamentate de un motiv stelar sub forma unui disc încrustat cu email, marginea crestată sub forma unui șnur și două urechiușe perforate pe marginea laterală. La capătul segmentului al patrulea este cârligul de închidere al centurii reprezentat sub forma unui cap de animal stilizat. Același motiv animalier se regăsește și la unul din cele două capete ale centurii, în timp ce la celălalt capăt este un pandantiv cu placă semilunară ornamentată cu linii în relief de care atârnă două mici verigi de bronz. Anexa centurii se compune din verigi mai mici dintre care două au pandantive, la capăt fiind cârligul de asamblare, închizătorul, sub forma unei protome de animal, posibil cal. | Complexul Muzeal Bistrița-Năsăud, Bistrița | Cimec    |
|      | Brățară celtică                    | Datare: 2/2 sec. III a.Chr. Descoperit: jud. BISTRIȚA-NĂSĂUD, com. MATEI, FÂNTÂNELE, La Livadă Material: bronz; turnare                                                                 | Brățara este alcătuită din patru semiove, dintre care trei turnate împreună și una mobilă. Aceasta este prinsă de piesa alăturată printr-o balama închisă cu un cui, al cărui cap este ornamentat cu un triunghi adâncit. De cealaltă parte sistemul de închidere este prevăzut cu o limbă triunghiulară care intră într-un orificiu aflat în semiova alăturată, atât balamaua cât și sistemul propriu-zis de închidere sunt mascate de două plăcuțe semicirculare. | Complexul Muzeal Bistrița-Năsăud, Bistrița | Cimec    |
|      | Brățară celtică                    | Datare: 2/2 sec. III a.Chr. Descoperit: jud. BISTRIȚA-NĂSĂUD, com. MATEI, FÂNTÂNELE, La Livadă Material: bronz; turnare; aplicare                                                       | Brățară de bronz cu ornamente în relief, corpul destul de masiv, lenticular în secțiune, bogat ornamentată prin sârmă de bronz aplicată sub formă de S-uri și granule combinate. | Complexul Muzeal Bistrița-Năsăud, Bistrița | Cimec    |
|      | Mărgea                             | Datare: 2/2 sec. III a.Chr. Descoperit: jud. BISTRIȚA-NĂSĂUD, com. MATEI, FÂNTÂNELE, La Livadă Material: sticlă; pictare                                                                | Mărgea tubulară mare lucrată din pastă de sticlă, de culoare albastră-cenușie netransparentă. Este ornamentată cu un chip uman, care se repetă de patru ori, astfel încât oricum ar fi învârtită se vede o figură umană. Nasul și urechile sunt realizate în relief, iar ochii sunt pictați cu alb pe fondul albastru al mărgelei. Un șir de bobițe albe, în relief, ornamentează marginile. | Complexul Muzeal Bistrița-Năsăud, Bistrița | Cimec    |
|      | Mărgea                             | Datare: 2/2 sec. III a.Chr. Descoperit: jud. BISTRIȚA-NĂSĂUD, com. MATEI, FÂNTÂNELE, La Livadă Material: sticlă; pictare                                                                | Mărgea tubulară de mărime mijlocie, lucrată din pastă de sticlă, de culoare albastră netransparentă. Este ornamentată cu "ochiuri" pictate sub formă de bobițe albe cu puncte centrale verzi pe fondul albastru al mărgelei. | Complexul Muzeal Bistrița-Năsăud, Bistrița | Cimec    |
|      | Mărgea                             | Datare: 2/2 sec. III a.Chr. Descoperit: jud. BISTRIȚA-NĂSĂUD, com. MATEI, FÂNTÂNELE, La Livadă Material: sticlă; pictare                                                                | Mărgea tubulară de mărime mijlocie, lucrată din pastă de sticlă, de culoare albastră netransparentă. Este ornamentată cu "ochiuri" pictate sub formă de bobițe albe cu puncte centrale albastre. | Complexul Muzeal Bistrița-Năsăud, Bistrița | Cimec    |
|      | Mărgea                             | Datare: 2/2 sec. III a.Chr. Descoperit: jud. BISTRIȚA-NĂSĂUD, com. MATEI, FÂNTÂNELE, La Livadă Material: sticlă; pictare                                                                | Mărgea mică, lucrată din pastă de sticlă, de culoare albastru închis transparentă. Este ornamentată cu "ochiuri" pictate sub formă de bobițe albe cu puncte centrale albastre. | Complexul Muzeal Bistrița-Năsăud, Bistrița | Cimec    |
|      | Mărgea                             | Datare: 2/2 sec. III a.Chr. Descoperit: jud. BISTRIȚA-NĂSĂUD, com. MATEI, FÂNTÂNELE, La Livadă Material: sticlă; pictare                                                                | Mărgea mică, lucrată din pastă de sticlă, de culoare albastru închis transparentă. Este ornamentată cu "ochiuri" pictate sub formă de bobițe albe cu puncte centrale albastre. | Complexul Muzeal Bistrița-Năsăud, Bistrița | Cimec    |
|      | Mărgea                             | Datare: 2/2 sec. III a.Chr. Descoperit: jud. BISTRIȚA-NĂSĂUD, com. MATEI, FÂNTÂNELE, La Livadă Material: sticlă; pictare                                                                | Mărgea mică, lucrată din pastă de sticlă, de culoare albastru închis transparentă. Este ornamentată cu "ochiuri" pictate sub formă de bobițe albe cu puncte centrale albastre. | Complexul Muzeal Bistrița-Năsăud, Bistrița | Cimec    |
|      | Mărgea                             | Datare: 2/2 sec. III a.Chr. Descoperit: jud. BISTRIȚA-NĂSĂUD, com. MATEI, FÂNTÂNELE, La Livadă Material: sticlă; pictare                                                                | Mărgea mică, lucrată din pastă de sticlă, de culoare albastru închis transparentă. Este ornamentată cu "ochiuri" pictate sub formă de bobițe albe cu puncte centrale albastre. | Complexul Muzeal Bistrița-Năsăud, Bistrița | Cimec    |
|      | Mărgea                             | Datare: 2/2 sec. III a.Chr. Descoperit: jud. BISTRIȚA-NĂSĂUD, com. MATEI, FÂNTÂNELE, La Livadă Material: sticlă; pictare                                                                | Mărgea mică, lucrată din pastă de sticlă, de culoare albastru închis transparentă. Este ornamentată cu "ochiuri" pictate sub formă de bobițe albe cu puncte centrale albastre. | Complexul Muzeal Bistrița-Năsăud, Bistrița | Cimec    |
|      | Bucșă                              | Datare: sec. XI-X a.Chr. Descoperit: jud. CLUJ, com. GÂRBĂU, GÂRBĂU, Chioroș (Tyoros) Material: bronz; turnare                                                                          | Bucșă de car lucrată din bronz de forma unui con trunchiat, profilat la un capăt. Marginea superioară este subțire, cu o grosime de 0,2 cm, aproximativ jumătate din ea fiind distrusă de foc. Sub margine este un brâu în relief, gros și gol în interior, ornamentat cu crestături scurte oblice. Inițial în această cavitate a fost un inel oval în secțiune, păstrat foarte fragmentar. Pereții sunt ușor curbați, în partea mai lată fiind tăiate patru bucăți sub formă semicirculară. În partea superioară corpul este ornamenat cu trei benzi canelate formate din fascicule de linii orizontale, la care se mai adaugă trei grupuri de arcade canelate care încadrează secțiunile decupate. Ardere secundară, la interior păstrând urme de foc de culoare neagră. În cea mai mare parte păstrează o patină verde închis, în unele locuri este mediocră de culoare verde deschis. | Complexul Muzeal Bistrița-Năsăud, Bistrița | Cimec    |
|      | Statuie de cult                    | Datare: sec. III - 1/2 sec. II a.Chr. Descoperit: jud. BISTRIȚA-NĂSĂUD, com. PRUNDU BÂRGĂULUI, PRUNDU BÂRGĂULUI, Nr. 714 Material: tuf vulcanic; cioplire; sculptare                    | Piesă sculpturală de piatră, cioplită din tuf vulcanic, reprezentând aparoape în mărime naturală capul unui bărbat matur redat cu mustăți bogate și barbă scurtă. Nasul e alungit și arcuit, urechile sunt slab schițate și plasate asimetric, arcadele slab profilate. Ochii sunt proeminent reliefați care imprimă fizionomiei o notă meditativă și o asprime voită. În partea superioară, piesa este prevăzută cu o cavitate realizată prin cioplire, adâncită până la 14,5 cm și cu un diametru maxim de 11 cm. În partea inferioară, la baza capului, este o mică perforație circulară care comunică cu cavitatea interioară. | Complexul Muzeal Bistrița-Năsăud, Bistrița | Cimec    |
|      | Statuetă reprezentându-l pe Mercur | Datare: sec. II-III p.Chr. Descoperit: jud. BISTRIȚA-NĂSĂUD, com. URIU, ILIȘUA, Vicinal Material: bronz; turnare                                                                        | Statuetă de bronz reprezentându-l pe Mercur cu fața unui adolescent, ochi mari, pupila incizată, nas lung, gura mică cu buze arcuite, bărbie ascuțită. Părul este pieptănat cu cărare pe mijloc, două onduleuri mari pe frunte și două rânduri de bucle realizate prin striuri după ureche și la spate unde poartă o chică. Pe cap poartă petasus cu două aripi mari. Stă cu greutatea pe piciorul drept, stângul ușor îndoit și tras în spate, atinge pământul doar cu vârful. Picioarele sunt prevăzute cu aripi. Poartă o hlamidă lungă prinsă pe umărul drept cu o fibulă rotundă, care trece peste piept și se îndoaie în falduri peste brațul stâng. Mâna dreaptă este întinsă, ruptă din vechime, purta probabil punga, în timp ce în stânga este cornul abundenței plin de ciorchini de struguri, în partea superioară trei rodii combinate cu un caduceu. | Complexul Muzeal Bistrița-Năsăud, Bistrița | Cimec    |
|      | Vârf de lance                      | Datare: sec. II p.Chr. Descoperit: jud. BISTRIȚA-NĂSĂUD, com. URIU, ILIȘUA, Vicinal Material: fier; bronz; batere la cald; turnare                                                      | Vârf de lance din fier cu tubul de înmănușare scurt, de formă conică, lama în formă de frunză de salcie, lenticulară în secțiune. Pe margine lama este întărită cu o ramă de bronz care se termină în partea superioară cu un orificiu de fixare care este ramforsat cu o mufă de fixare de 0,8 cm. La baza lamei de-o parte și alta a tubului sunt două mici verigi cu diametrul de 0,5 cm, fixate pe rama de bronz. | Complexul Muzeal Bistrița-Năsăud, Bistrița | Cimec    |
|      | Figurină - labă de mamifer         | Datare: sec. X-XI a.Chr. Descoperit: jud. BISTRIȚA-NĂSĂUD, com. GALAȚII BISTRIȚEI, HERINA, Dealul Morii Material: lut fin; modelare cu mâna; ardere oxidantă imperfectă                 | Reprezentare plantigradă, modelată cu mâna din pastă fină, ardere în atmosferă oxidantă imperfectă, culoare brun-gălbuie. Reprezentarea unei labe de mamifer, probabil urs, scobită la interior de formă concavă, pe margini sunt redate cinci gheare ascuțite. La exterior se observă mici nervuri longitudinale dispuse dinspre gheare spre capătul labei. Păstrată întregă, ruptă în două. | Complexul Muzeal Bistrița-Năsăud, Bistrița | Cimec    |
|      | Figurină - labă de mamifer         | Datare: sec. X-XI a.Chr. Descoperit: jud. BISTRIȚA-NĂSĂUD, com. GALAȚII BISTRIȚEI, HERINA, Dealul Morii Material: lut fin; modelare cu mâna; ardere oxidantă imperfectă                 | Reprezentare plantigradă modelată cu mâna din pastă fină, ardere în atmosferă oxidantă imperfectă, culoare brun-gălbuie. Reprezentarea unei labe de mamimifer, probabil urs, de formă concavă, având la un capăt redate cinci gheare ascuțite în timp ce celălalt capăt este rotunjit. La exterior, pe partea bombată, sunt mici nervuri în relief, dispuse longitudinal dinspre gheare spre capătul labei. Păstrată întreagă. | Complexul Muzeal Bistrița-Năsăud, Bistrița | Cimec    |